# Рейндіїр – Девіл-Крік
Рейндіїр — Девіл-Крік — офшорний газопровід у Індійському океані, біля західного узбережжя Австралії.
У 2012 році почалась розробка офшорного газового родовища Рейндіїр, продукція якого надходить на береговий газопереробний завод Девіл-Крік. Для цього проклали трубопровід, що починається в районі з глибиною моря 58 метрів та виконаний в діаметрі 400 мм. Він має такі ділянки, як:
- офшорна частина довжиною біля 90 кілометрів. На своєму шляху вона перетинає трасу газопроводу Плуто/Ксена – Плуто ЗПГ;
- перехід через прибережну зону завдовжки 2,5 кілометра, виконаний за допомогою методу спрямованого горизонтального буріння;
- наземна частина довжиною 11 кілометрів.
Також є відомості, що загальна довжина трубопроводу становить 105 кілометрів.
Прокладання офшорної ділянки виконали трубокладальні судна «Sapura 3000» та «Leighton Stealth» (останнє працювало на відтинку довжиною 23 кілометри з глибинами від 5 до 22 метрів). Роботи з протягування газопроводу через тунель прибережної зони виконало будівельне судно «Java Constructor», а прокладання труб на найбільш мілководній ділянці здійснило судно «Clough Challenge».
По вичерпанню запасів родовища Рейндіїр газопровід планується демонтувати або використати в реверсному режимі для транспортування діоксиду вуглецю з метою його захоронення в підземних пластах.